# Kočki Vrh
Kočki Vrh – wieś w Słowenii, w gminie Sveti Jurij ob Ščavnici. 1 stycznia 2017 liczyła 44 mieszkańców.